# Stanislaus
Stanislaus ist ein männlicher Vorname slawischen Ursprungs.
Er ist eine Zusammensetzung aus dem altslawischen Stani, für Festigkeit/Härte, und Slawa, für Ehre/Ruhm.

## Namensvarianten
| - Stanislav (slowakisch), (tschechisch, ukrainisch) - Stanisław (polnisch, sorbisch) - Станислав / Stanislaw (russisch, bulgarisch) - Станислав / Stanislav (serbisch) - Станіслав / Stanislaw (ukrainisch) - Станіслаў / Stanislau (belarussisch) - Stanko (Diminutiv) | - Stanislovas / Stanislavas (litauisch), Kurzform Stasys - Stanislas (französisch) - Stanislao (italienisch) - Estanislao (spanisch) - Estanislau (portugiesisch) - Stanislava (weibliche Form, Kurzform dazu Stana) |

## Namensträger

### Heilige
- Stanislaus von Krakau (um 1030–1079), Bischof und einer der polnischen Nationalheiligen
- Stanislaus Kostka (1550–1568), Jesuit, Heiliger der katholischen Kirche

### Herrscher
- Stanislaw von Smolensk (um 984/987–vor 1015), Fürst von Smolensk
- Stanislaus I. Leszczyński (1677–1766), König von Polen
- Stanislaus II. August Poniatowski (1732–1798), König von Polen

### Sonstige

#### FormStanislaus
- Stanislaus Cauer (1867–1943), deutscher Bildhauer, Medailleur und Hochschullehrer
- Stanislaus Hosius (1504–1579), katholischer Theologe
- Stanislaus Jolles (1857–1942), deutscher Mathematiker und Hochschullehrer
- Stanislaus Joyce (1884–1955), irischer Schriftsteller
- Stanislaus von Kalckreuth (1820–1894), deutscher Maler
- Stanislaus Kobierski (1910–1972), deutscher Fußballspieler
- Stanislaus von Nayhauß-Cormons (1875–1933), deutscher Offizier und politischer Aktivist
- Stanislaus Ossowski (* 1765 oder 1766; † 1802), österreichischer Musiker und Komponist
- Stanislaus Pavlovský von Pavlovitz (* um 1545; † 1598), Bischof von Olmütz
- Stanislaus Saurbeck (1595–1647), deutscher Kapuzinermönch
- Stanislaus Stückgold (1868–1933), polnisch-deutsch-französischer Maler
- Stanislaus Thurzo (1470–1540), Bischof von Olmütz
- Stanislaus Zbyszko (1879–1967), polnischer Ringer
- Stanislaus von Znaim (1360–1414), tschechischer Theologe und Philosoph, Rektor der Karlsuniversität

#### FormStanislaw
- Stanislaw Batischtschew (1940–2011), ukrainischer Gewichtheber
- Stanislaw Dmitrijewitsch Botscharow (* 1991), russischer Eishockeyspieler
- Stanislaw Jurjewitsch Donez (* 1983), russischer Schwimmer
- Stanislaw Sergejewitsch Galijew (* 1992), russischer Eishockeyspieler
- Stanislaw Raissowitsch Galimow (* 1988), russischer Eishockeytorwart
- Stanislaw Goworuchin (1936–2018), russischer Filmregisseur
- Stanislaw Janewski (* 1985), bulgarischer Schauspieler
- Stanislaw Igorewitsch Jegorschew (* 1987), russischer Eishockeyspieler
- Stanislaw Andrejewitsch Kalaschnikow (* 1991), russischer Eishockeyspieler
- Stanislaw Wladimirowitsch Kulintschenko (* 1971), russischer Handballspieler
- Stanislaw Wiktorowitsch Leonowitsch (1958–2022), russischer Eiskunstläufer
- Stanislaw Andrejewitsch Ljubschin (* 1933), russischer Schauspieler
- Stanislaw Michailowitsch Mitin (1950–2023), russischer Film- und Theaterregisseur sowie ein Drehbuchautor
- Stanislaw Genrichowitsch Neuhaus (1927–1980), russischer Pianist
- Stanislaw Jewgrafowitsch Petrow (1939–2017), Oberst der Sowjetarmee
- Stanislaw Afanassjewitsch Petuchow (* 1937), russischer Eishockeyspieler
- Stanislaw Franzewitsch Redens (1892–1940), sowjetischer Geheimdienstoffizier
- Stanislaw Igorewitsch Romanow (* 1987), russischer Eishockeyspieler
- Stanislaw Iwanowitsch Stepaschkin (1940–2013), sowjetischer Boxer
- Stanislaw Tillich (* 1959), deutscher Politiker, Ministerpräsident von Sachsen
- Stanislaw Trabalski (1896–1985), deutscher Politiker und Widerstandskämpfer gegen den Nationalsozialismus
- Stanislaw Michailowitsch Tschistow (* 1983), russischer Eishockeyspieler
- Stanislaw Salamowitsch Tschertschessow (* 1963), russischer Fußballtorwart und ossetischer Fußballtrainer

#### FormStanisław
- Stanisław Burzyński (* 1943), US-amerikanischer Arzt und Biochemiker polnischer Herkunft
- Stanisław Jerzy Lec (1909–1966), polnischer Lyriker und Aphoristiker
- Stanisław Lem (1921–2006), polnischer Schriftsteller
- Stanisław Moniuszko (1819–1872), polnischer Adliger, Komponist, Dirigent und Lehrer
- Stanisław Przybyszewski (1868–1927), polnischer Schriftsteller
- Stanisław Marcin Ulam (1909–1984), polnisch-US-amerikanischer Mathematiker
- Stanisław Ignacy Witkiewicz (1885–1939), polnischer Schriftsteller, Maler, Fotograf und Philosoph
- Stanisław Wyspiański (1869–1907), polnischer Schriftsteller, Maler und Architekt

#### FormStanislav
- Stanislav Andreski (1919–2007), polnischer Soziologe
- Stanislav Angelovič (* 1982), slowakischer Fußballspieler
- Stanislav Balán (* 1986), tschechischer Eishockeyspieler
- Stanislav Barabáš (1924–1994), slowakischer Filmregisseur und Drehbuchautor
- Stanislav Birner (* 1956), tschechischer Tennisspieler
- Stanislav Brebera (1925–2012), tschechischer Chemiker
- Stanislav Filko (1937–2015), slowakischer Konzeptkünstler
- Stanislav Gorb (* 1965), ukrainischer Biologe, Zoologe und Hochschullehrer
- Stanislav Griga (* 1961), slowakischer Fußballspieler und -trainer
- Stanislav Grof (* 1931), tschechisch-amerikanischer Psychiater und Medizinphilosoph
- Stanislav Gross (1969–2015), tschechischer Politiker
- Stanislav Jasečko (* 1972), slowakischer Eishockeyspieler
- Stanislav Kolář (1912–2003), tschechischer Tischtennisspieler
- Stanislav Kostka Neumann (1875–1947), tschechischer Dichter
- Stanislav Kozubek (* 1980), tschechischer Radrennfahrer
- Stanislav Landa (1898–1981), slowakischer Chemiker
- Stanislav Lašček (* 1986), slowakischer Eishockeyspieler
- Stanislav Ledinek (1920–1969), slowenisch-deutscher Schauspieler und Synchronsprecher
- Stanislav Levý (* 1958), tschechischer Fußballspieler und -trainer
- Stanislav Lobotka (* 1994), slowakischer Fußballspieler
- Stanislav Moša (* 1956), tschechischer Regisseur, Drehbuchautor und Theaterleiter
- Stanislav Neckář (* 1975), tschechischer Eishockeyspieler
- Stanislav Kostka Neumann (1875–1947), tschechischer Dichter
- Stanislav Řezáč (* 1973), tschechischer Skilangläufer
- Stanislav Pavao Skalić (1534–1575), Mensch der Renaissance, Humanist und Mystiker
- Stanislav Šesták (* 1982), slowakischer Fußballspieler
- Stanislav Strnad (1930–2012), tschechischer Filmregisseur
- Stanislav Struhar (* 1964), österreichischer Schriftsteller
- Stanislav Štrunc (1942–2001), tschechischer Fußballspieler
- Stanislav Varga (* 1972), slowakischer Fußballspieler
- Stanislav Vlček (* 1976), tschechischer Fußballspieler
- Stanislav Vydra (1741–1804), tschechischer Mathematiker und Jesuit
- Stanislav Zámečník (1922–2011), tschechischer Historiker und Zeitzeuge des Nationalsozialismus
- Stanislav Zvolenský (* 1958), Erzbischof von Bratislava

#### FormStanislas
- Stanislas de Boufflers (1738–1815), französischer Schriftsteller, Offizier und Enzyklopädist
- Stanislas de Clermont-Tonnerre (1747–1792), französischer Politiker während der französischen Revolution
- Stanislas Dehaene (* 1965), französischer Neurowissenschaftler
- Stanislas de Guaita (1861–1897), französischer Dichter und Okkultist
- Stanislas Guerini (* 1982), französischer Politiker der Partei LREM
- Stanislas Guyard (1846–1884), französischer Orientalist
- Stanislas Lami (1858–1944), französischer Bildhauer und Lexikograf
- Stanislas Lépine (1835–1892), französischer Landschaftsmaler
- Stanislas Julien (1797–1873), französischer Sinologe und Orientalist
- Stanislas Merhar (* 1971), französischer Schauspieler
- Stanislas Sorel (1803–1871), französischer Ingenieur und Erfinder
- Stanislas «Stan» Wawrinka (* 1985), Schweizer Tennisspieler

#### FormStanislao
- Stanislao Cannizzaro (1826–1910), italienischer Chemiker
- Stanislao Di Chiara (1891–1973), italienischer Turner
- Stanislao Eula (1818–1886), italienischer Geistlicher und Bischof von Novara
- Stanislao Falchi (1851–1922), italienischer Komponist und Musikpädagoge
- Stanislao Mattei (1750–1825), italienischer Komponist, Musiktheoretiker und Musikpädagoge
- Stanislao Nievo (1928–2006), italienischer Schriftsteller, Dichter, Journalist und Filmemacher
- Stanislao Sanseverino (1764–1826), neapolitanischer Kardinal

#### FormEstanislao
- Estanislao Arroyabe (1941–2010), spanischer Philosoph
- Estanislao Basora (1926–2012), spanischer Fußballspieler
- Estanislao del Campo (1834–1880), argentinischer Dichter
- Estanislao Fernandez (1910–1982), philippinischer Richter und Politiker
- Estanislao Figueras (1819–1882), spanischer Rechtsanwalt und Politiker
- Estanislao Esteban Karlic (1926–2025), argentinischer Geistlicher, römisch-katholischer Erzbischof, Kardinal
- Estanislao Struway (* 1968), paraguayischer Fußballspieler

#### FormenStanislau, Estanislau
- Stanislau Drahun (* 1988), belarussischer Fußballspieler
- Stanislau Hladchenko (* 1994), belarussischer Freestyle-Skier
- Stanislau Schuschkewitsch (1934–2022), belarussischer Wissenschaftler und Politiker
- Stanislau Schtscharbatschenja (* 1985), belarussischer Ruderer

- Estanislau de Figueiredo Pamplona (1904–1973), brasilianischer Fußballnationalspieler
- Estanislau Amadeu Kreutz (1928–2014), römisch-katholischer Bischof
- Estanislau Arnoldo Van Melis (1911–1998), niederländischer katholischer Geistlicher, Bischof von São Luís de Montes Belos
- Estanislau da Silva (* 1952), osttimoresischer Politiker

### Familienname
- Ronel Estanislao (* 1990), philippinischer Badmintonspieler
- Abel Estanislao (* 1995), philippinischer Schauspieler, Sänger und Model
- Jesus Estanislao, philippinischer Wirtschaftswissenschaftler und Politiker
- Junior Stanislas (* 1989), englischer Fußballspieler
- Piotr Stanislas (* 1952), französischer Pornodarsteller und Schauspieler
- Roger Stanislaus (* 1968), englischer Fußballspieler
- Michael Stanislaw (* 1987), österreichischer Fußballspieler